# The Big Brawl
The Big Brawl (även känd som Battle Creek Brawl) är en amerikansk-hongkongsk actionkomedi från 1980, regisserad av Robert Clouse, som även regisserade Bruce Lees I drakens tecken. Detta var Jackie Chans första huvudroll i en amerikansk film.

## Handling
I 30-talets Chicago blir en invandrad asiat (Jackie Chan) utpressad att delta i en tävling utan regler. Hans vän är kidnappad och det är meningen att han skall lägga sig och låta motståndaren vinna.

## Skådespelare
| Jackie Chan     | – Jerry Kwan |
| José Ferrer     | – Dominici   |
| Kristine DeBell | – Nancy      |
| Mako            | – Herbert    |
| Ron Max         | – Leggetti   |
| David Sheiner   | – Morgan     |
| Rosalind Chao   | – Mae        |
| Lenny Montana   | – John       |
| Pat E. Johnson  | – Carl       |
| H.B. Haggerty   | – Kiss       |
| Chao Li Chi     | – Kwan       |
| Joycelyne Lew   | – Miss Wong  |